# Psi Pegasi
Psi Pegasi (84 Pegasi) é uma estrela na direção da constelação de Pegasus. Possui uma ascensão reta de 23h 57m 45.55s e uma declinação de +25° 08′ 29.3″. Sua magnitude aparente é igual a 4.76. Considerando sua distância de 432 anos-luz em relação à Terra, sua magnitude absoluta é igual a −0.98. Pertence à classe espectral M3III.